# Šehzade Mehmed (syn Ahmeda I.)
Şehzade Mehmed (11. března 1605 Istanbul – 12. ledna 1621) byl osmanský princ a druhý syn sultána Ahmeda I.

## Život
Šehzade Mehmed se narodil 11. března 1605 v Istanbulu. Byl druhým synem tehdejšího sultána Ahmeda I. V lednu roku 1609 se začal vzdělávat spolu se svým bratrem, princem Osmanem (pozdější sultán Osman II.)
Podle evropských kronikářů byla jeho matkou Kösem Sultan, která pro syna plánovala nástup na trůn po smrti Ahmeda. Nasuh Paša, tehdejší velkovezír, se provdal za Ayşe Sultan, dceru Ahmeda I. a Kösem a stal se tak podporou své tchyně. Společně s ní se snažil zajistit následnictví pro jejího syna Mehmeda.
Po smrti jeho otce v roce 1617 bylo Mehmedovi 12 let. Na trůn nastoupil jeho strýc Mustafa I., který byl ale za nedlouho v roce 1618 sesazen Osmanem II.

## Smrt
Nový sultán Osman II. se poradil s Šejk-ul-islamem, jaké jsou možnosti, které by omlouvali případnou popravu jeho bratra. Ten však poradit odmítl. Hlavní soudce však popravu povolil a 12. ledna 1621 byl Mehmed popraven. Než kati začali prince škrtit, prohlásili: "Osmane, doufáme, že ti nebude na trůnu žehnáno."
Byl pohřben vedle svého otce v Modré mešitě v Istanbulu.